# Ламер, Антонио
Достопочтенный Антонио́ Ламе́р (фр. Antonio Lamer, 8 июля 1933 года, Монреаль, Квебек, Канада — 24 ноября 2007 года, Оттава, Канада) — главный судья Верховного суда Канады с 1 июля 1990 года по 7 января 2000 года.

## Биография
В 1956 году получил диплом по праву в Монреальском университете и в 1957 году был принят в Коллегию адвокатов Квебека.
В 1969 году он был назначен в Высший суд Квебека, а в 1978 году переведён в Апелляционный суд Квебека. Через два года, 28 марта 1980 года, он был назначен в Верховный суд Канады.
Он сыграл важную роль в создании в 1982 году Канадской хартии прав и свобод.
Его похороны состоялись в соборе Марии — Царицы Мира 30 ноября 2007 года.

## Награды
- Компаньон ордена Канады
- Рыцарь Справедливости ордена Святого Иоанна Иерусалимского (1993 год)
- Медаль Серебряного юбилея королевы Елизаветы II (1992 год)
- Медаль В память 125-летия Канадской конфедерации (1977 год)
- другие награды

Получил почётные дипломы университетов Монктона, Оттавы, Монреаля, Торонто, Нью-Брансуика, Британской Колумбии, а также университета Далхузи и Сент-Пола.